# Persona (computerspel)
Megami Ibun Roku Persona (女神異聞録ペルソナ) is een Japanse computerrollenspel die ontwikkeld is door Atlus. Het spel werd uitgebracht in Japan op 20 september 1996 voor de PlayStation. In de Verenigde Staten werd het spel uitgebracht onder de titel Revelations: Persona op 14 december 1996.
Op 29 april 2009 verscheen een port voor de PlayStation Portable (PSP) in Japan onder de titel Persona. Wereldwijd staat deze PSP-versie bekend als Shin Megami Tensei: Persona.

## Spel
Het verhaal draait om een groep middelbare scholieren die te maken krijgen met een reeks bovennatuurlijke gebeurtenissen. Na het spelen van een waarzeggerijspel krijgt de groep de kracht om een Persona op te roepen.
Met behulp van een Persona, moet de speler vijanden verslaan. Men kan nieuwe Personas verzamelen door met de vijanden te onderhandelen en ze te rekruteren. In de Velvet Room kan de speler hun Personas aanpassen en nieuwe Personas maken.

## Ontwikkeling
Na de uitgave van Shin Megami Tensei If... begon Atlus met de ontwikkeling van Persona. De setting van een middelbare school werd goed ontvangen, dus besloot men een nieuwe spin-off serie te maken over jongvolwassenen. 

### Lokalisatie
Persona was het eerste rollenspel in de Megami Tensei-serie die in het westen werd uitgebracht. Het eerste Megami Tensei-spel dat werd uitgebracht was het actiespel Jack Bros. in 1995. 
Het team dat Persona lokaliseerde was vrij klein, wat het proces behoorlijk moeilijk maakte: niet alleen moest er een grote hoeveelheid tekst worden vertaald, maar het team moest ook de Japanse verwijzingen aanpassen omdat ze vreesden dat deze westerse spelers zou afwenden. Onder de wijzigingen bevonden zich het veranderen van het kapsel van het hoofdpersoon, de etnische afkomst van meerdere personages, de namen van personages en locaties, en meerdere stukken dialoog. De Snow Queen Quest was volledige verwijderd.
De PSP-versie van het spel kreeg een nieuwe lokalisatie met een vertaling die dichter bij de Japanse versie ligt, de aanpassingen van de oorspronkelijke Amerikaanse versie werden niet behouden en de Snow Queen Quest werd weer toegevoegd. De PSP-versie werd digitaal uitgebracht in Europa op 11 augustus 2010. Het was de eerste keer dat het spel officieel werd uitgebracht in Europa.